# آلد جورجینی
آلد جورجینی (ایتالیایی: Aldo Giorgini؛ ۱۵ مارس ۱۹۳۴ – اکتبر ۱۹۹۴) هنرمند اهل ایتالیا بود.
وی همچنین برندهٔ جوایزی همچون برنامه فولبرایت شده‌است.